# Nekrolog 1698
Nekrolog
◄◄
| ◄
| 1694
| 1695
| 1696
| 1697
| 1698 | 1699 | 1700 | 1701 | 1702 | ► | ►►
Weitere Ereignisse | Allgemeiner Nekrolog 1698
Die Beschreibung der verstorbenen Person sollte so kurz wie möglich gehalten sein und nur deren signifikante Tätigkeit(en) enthalten.
Neue Namen ggf. auch unter dem Geburts- und Sterbedatum, also etwa unter 1. Januar und im Geburts- und Sterbejahr (2024) eintragen (nur bei entsprechender großer Wichtigkeit). Für Beispiele siehe die schon vorhandenen Artikel.
Außerdem über die fünf zuletzt Verstorbenen, zu denen es einen ausreichend guten Artikel für eine Präsentation auf der Hauptseite gibt, nach der todesbedingten Überarbeitung der Artikel ggf. auch unter Wikipedia Diskussion:Hauptseite informieren und sie am besten auch in den anderen Wikipedia-Sprachversionen eintragen. Tipp: Regelmäßig bei news.google.de nach „ist tot“, „gestorben“ oder „verstorben“ suchen.
Wenn eine Person gestorben ist, gibt es viele Seiten zu dieser Person in der Wikipedia, die davon auch betroffen sind und entsprechend aktualisiert werden müssen. Beispiele: Namenübersichtsseite, Geburtsjahr, Geburtsort-Seiten und viele mehr.
Wie finde ich die betroffenen Seiten?
Im Suchfeld auf der linken Seite gibt man den Suchbegriff so ein: „Vorname Nachname“. Dann klickt man auf Volltext und alle Seiten mit entsprechendem Suchtext werden aufgerufen. Hier sieht man dann schnell, wo auch das Todesjahr Sinn macht oder sogar ein Teil des Artikels angepasst werden muss. Auch hilft das „Werkzeug“ auf der linken Seite sehr gut, um solche Seiten aufzufinden: „Links auf diese Seite“. Somit ist die Wikipedia wieder aktuell in allen Bereichen! Hinweis: bei Eintragung der Kategorie „Gestorben JAHR“ wird der Missbrauchsfilter 49 ausgelöst, was jedoch nicht schlimm ist. Siehe: Spezial:Missbrauchsfilter/49
Dies ist eine Liste von im Jahr 1698 verstorbenen bekannten Persönlichkeiten. Die Einträge erfolgen innerhalb der einzelnen Daten alphabetisch sortiert. Tiere sind im Nekrolog für Tiere zu finden.

## Januar
| Tag         | Name                                       | Beruf, bekannt als                                                                                  | Alter | Beleg |
| ----------- | ------------------------------------------ | --------------------------------------------------------------------------------------------------- | ----- | ----- |
| 04. Januar  | Moritz Gottfried Marschall von Bieberstein | hochfürstlicher sachsen-merseburgischer Hof- und Hausmarschall                                      | 54    |       |
| 04. Februar | Sophie Wilhelmine von Ostfriesland         | ostfriesische Prinzessin, Landgräfin von Hessen-Butzbach, Herzogin von Oels                         | 38    |       |
| 06. Januar  | Leopold Philipp Montecuccoli               | österreichischer General                                                                            |       |       |
| 08. Januar  | Claude Le Tonnelier de Breteuil            | französischer Geistlicher, Bischof von Boulogne                                                     | 53    |       |
| 08. Januar  | Johann Georg Pfitzer                       | Bürgermeister von Heilbronn                                                                         | 68    |       |
| 10. Januar  | Louis-Sébastien Le Nain de Tillemont       | französischer Historiker                                                                            | 60    |       |
| 11. Januar  | August Pfeiffer                            | deutscher lutherischer Theologe, Orientalist, Erbauungsschriftsteller und Superintendent von Lübeck | 57    |       |
| 14. Januar  | Jacques Pradon                             | französischer Tragödiendichter                                                                      | 53    |       |
| 15. Januar  | Richard Boyle, 2. Earl of Cork             | angloirischer Adeliger                                                                              | 85    |       |
| 17. Januar  | Jacob Amling                               | deutscher Mediziner und Hofmathematiker der Würzburger Fürstbischöfe                                | 67    |       |
| 17. Januar  | Moyse Charas                               | französischer Apotheker und Arzt                                                                    | 78    |       |
| 18. Januar  | Johann Heinrich Heidegger                  | Schweizer reformierter Theologe                                                                     | 64    |       |
| 20. Januar  | Giannicolò Conti                           | italienischer Kardinal                                                                              | 80    |       |
| 22. Januar  | Friedrich Kasimir Kettler                  | Herzog von Kurland und Semgallen aus der Dynastie Kettler (1682–1698)                               | 47    |       |
| 23. Januar  | Ernst August                               | Kurfürst von Braunschweig-Lüneburg                                                                  | 68    |       |
| 26. Januar  | Bartolomé Pérez                            | spanischer Stilllebenmaler                                                                          |       |       |

## Februar
| Tag     | Name          | Beruf, bekannt als                       | Alter | Beleg |
| ------- | ------------- | ---------------------------------------- | ----- | ----- |
| Februar | Gottfried Pyl | Ratsherr und Bürgermeister von Stralsund |       |       |

## März
| Tag         | Name                             | Beruf, bekannt als                                                                             | Alter | Beleg |
| ----------- | -------------------------------- | ---------------------------------------------------------------------------------------------- | ----- | ----- |
| 03. März    | Johannes Liessem                 | Prior der Prämonstratenserabtei Steinfeld und Pfarrer von Marmagen                             | 60    |       |
| 06. März    | Jeremias Gmelin                  | deutscher lutherischer Geistlicher                                                             | 85    |       |
| 11. Februar | Anna Åkerhielm                   | schwedische Hofdame, Reisende und Tagebuchschreiberin                                          | 55    |       |
| 15. März    | Theodor Kornfeld                 | Dichter und Poetiker der Barockzeit                                                            | 62    |       |
| 16. März    | Leonora Christina Ulfeldt        | dänische Prinzessin und Schriftstellerin                                                       | 76    |       |
| 20. März    | Pierre de Villars                | französischer Adliger, Feldherr und Diplomat                                                   |       |       |
| 22. März    | Johann Hartmann Misler           | deutscher lutherischer Theologe und Dichter                                                    | 55    |       |
| 23. März    | Beat Fischer                     | Gründer der Post im alten Staat Bern                                                           | 56    |       |
| 26. März    | Andreas Cleyer                   | deutscher Kaufmann, Botaniker, Mediziner und Japan-Forscher                                    | 63    |       |
| 27. Februar | Siméon de la Chevallerie         | Hugenotte, kurfürstlich braunschweig-lüneburgischer Obermundschenk und OberhofmeisterAlter=≈63 |       |       |
| 28. März    | Franz Andrä von Orsini-Rosenberg | österreichischer Adeliger und Politiker                                                        | 44    |       |
| 30. März    | Johann Heinrich Calisius         | deutscher lutherischer Geistlicher und Kirchenlieddichter                                      | ≈65   |       |

## April
| Tag       | Name                                | Beruf, bekannt als                                                                           | Alter | Beleg |
| --------- | ----------------------------------- | -------------------------------------------------------------------------------------------- | ----- | ----- |
| 01. April | Katharina Sommermeyer               | letzte in Braunschweig als „Hexe“ verurteilte und hingerichtete Frau                         |       |       |
| 02. April | Sigmund Helfried von Dietrichstein  | österreichischer Adeliger und Politiker                                                      |       |       |
| 02. April | Johann Christian Tralles            | deutscher Mediziner, Stadtphysikus in Breslau                                                |       |       |
| 03. April | Johann Franz Christoph von Talmberg | Bischof von Königgrätz                                                                       | 53    |       |
| 06. April | Mechtilde de Bar                    | Gründerin der Benediktinerinnen vom Heiligsten Sakrament                                     | 83    |       |
| 07. April | Anton Steding                       | deutscher evangelischer Theologe                                                             | 76    |       |
| 15. April | Daniel Behagel                      | deutscher Kaufmann und Fabrikant kunsthandwerklicher Fayence                                 | 72    |       |
| 15. April | Jakob Sasportas                     | jüdischer Gelehrter                                                                          |       |       |
| 20. April | Moritz Hofmann                      | deutscher Mediziner                                                                          | 76    |       |
| 22. April | Sethus Calvisius der Jüngere        | deutscher evangelischer Theologe                                                             | 58    |       |
| 24. April | Conrad Biermann von Ehrenschild     | deutsch-dänischer Geheimrat, Träger des Dannebrogordens und Landrat der Herrschaft Pinneberg | 68    |       |
| 24. März  | Philipp Nicolaus von Fleischbein    | Solms-Licher Rat und Oberamtmann, Ratsherr in Frankfurt am Main                              | 61    |       |

## Mai
| Tag     | Name                       | Beruf, bekannt als                                     | Alter | Beleg |
| ------- | -------------------------- | ------------------------------------------------------ | ----- | ----- |
| 03. Mai | Friedrich III.             | Graf der Grafschaft Wied und Gründer der Stadt Neuwied | 79    |       |
| 04. Mai | Gottfried Schultz          | deutscher Mediziner, Arzt in Breslau                   | 55    |       |
| 15. Mai | Mademoiselle de Champmeslé | französische Schauspielerin und Tragödienspielerin     | 56    |       |
| 20. Mai | Johann von Alpen           | Generalvikar im Bistum Münster                         |       |       |
| 20. Mai | Alexander Henn             | deutscher Benediktinerabt                              | 55    |       |

## Juni
| Tag      | Name                                         | Beruf, bekannt als                                                       | Alter | Beleg |
| -------- | -------------------------------------------- | ------------------------------------------------------------------------ | ----- | ----- |
| 06. Juni | Anselm Langen                                | Abt des Benediktinerklosters Liesborn (1689–1698)                        |       |       |
| 09. Juni | Anna Adriana Wolff von Metternich zur Gracht | Freifrau, Kanonisse und Äbtissin                                         | 76    |       |
| 10. Juni | Gerrit Adriaenszoon Berckheyde               | niederländischer Maler                                                   |       |       |
| 11. Juni | Balthasar Bekker                             | deutsch-niederländischer, protestantischer Theologe, Philosoph, Prediger | 64    |       |
| 15. Juni | Bernhard de Huet                             | kurbrandenburger Generalmajor und Kommandant von Magdeburg               |       |       |
| 17. Juni | Johann Risselmann                            | deutscher Hebraist und Hochschullehrer                                   | 67    |       |
| 26. Juni | Christoph Völckner                           | Pfarrer in Freiroda bei Leipzig                                          |       |       |
| 29. Juni | Maria Dorothea Sophia von Oettingen          | durch Heirat Herzogin von Württemberg                                    | 58    |       |
| 29. Juni | Paluzzo Paluzzi Altieri degli Albertoni      | Kardinal                                                                 | 75    |       |
| 30. Juni | Domenico David                               | italienischer Librettist                                                 |       |       |

## Juli
| Tag      | Name                            | Beruf, bekannt als                                                                               | Alter | Beleg |
| -------- | ------------------------------- | ------------------------------------------------------------------------------------------------ | ----- | ----- |
| 11. Juli | Johann Gottlieb Möller          | deutscher lutherischer Theologe, Kirchenhistoriker und Hochschullehrer                           | 28    |       |
| 12. Juli | Giovanni Giustino Ciampini      | italienischer Historiker und Archäologe                                                          | 65    |       |
| 14. Juli | Volprecht Riedesel zu Eisenbach | hessischer Erbmarschall                                                                          |       |       |
| 16. Juli | Christoph Kaldenbach            | deutscher Dichterhumanist und eines der produktivsten Mitglieder des Königsberger Dichterkreises | 84    |       |
| 21. Juli | Rupert Bindenschu               | Architekt und Stadtbaumeister in Riga                                                            |       |       |
| 22. Juli | Claude Boyer                    | französischer Bühnenautor, Mitglied der Académie française                                       | ≈80   |       |
| 25. Juli | Johann Kaspar Schade            | deutscher lutherischer Prediger                                                                  | 32    |       |

## August
| Tag        | Name              | Beruf, bekannt als         | Alter | Beleg |
| ---------- | ----------------- | -------------------------- | ----- | ----- |
| 10. August | Melchior Berthold | Bürgermeister, Bergmeister |       |       |

## September
| Tag           | Name                                   | Beruf, bekannt als                                                                   | Alter | Beleg |
| ------------- | -------------------------------------- | ------------------------------------------------------------------------------------ | ----- | ----- |
| 02. September | Johann Georg Kulpis                    | deutscher Rechtsgelehrter und württembergischer Minister                             | 45    |       |
| 03. September | Johann Wilhelm von Fürth               | Bürgermeister der Reichsstadt Aachen                                                 | 49    |       |
| 04. September | Charles d’Albert d’Ailly               | französischer Adliger, Militär und Diplomat                                          | ≈73   |       |
| 05. August    | Johann Philipp Bettendorff             | luxemburgischer Jesuit, römisch-katholischer Theologe, Missionar, Chronist und Maler | 72    |       |
| 06. September | Johann Carl Loth                       | Maler des Barock                                                                     |       |       |
| 12. September | Daniel Gotthilf Manitius               | kurfürstlich-sächsischer Militärarzt und Mitglied der Leopoldina                     | 30    |       |
| 13. September | Dodo (II.) zu Innhausen und Knyphausen | brandenburg-preußischer Staatsmann                                                   | 57    |       |
| 14. September | Gottfried Händel                       | deutscher evangelischer Theologe und Lieddichter                                     | 53    |       |
| 22. September | Samuel Browne                          | Arzt der britischen Ostindien-Kompanie in Madras                                     |       |       |

## Oktober
| Tag         | Name                                 | Beruf, bekannt als                                                                             | Alter | Beleg |
| ----------- | ------------------------------------ | ---------------------------------------------------------------------------------------------- | ----- | ----- |
| 4. Oktober  | Andrea Malinconico                   | italienischer Maler des Barock                                                                 | 63    |       |
| 11. Oktober | William Molyneux                     | irischer Philosoph und Politiker                                                               | 42    |       |
| 13. Oktober | Joachim Rüdiger von Owstin           | deutscher Jurist, schwedisch-pommerscher Regierungsrat, Vizepräsident des Obertribunals Wismar | 63    |       |
| 14. Oktober | George Berkeley, 1. Earl of Berkeley | englischer Peer, Politiker und Kaufmann                                                        | ≈71   |       |
| 17. Oktober | Barent Gael                          | niederländischer Maler                                                                         |       |       |
| 17. Oktober | Franziska von Hohenzollern-Hechingen | Markgräfin von Bergen op Zoom                                                                  |       |       |
| 24. Oktober | Daniel de Rémy de Courcelle          | französischer Gouverneur der Kolonie Neufrankreich                                             |       |       |
| 28. Oktober | Francesco Ruggeri                    | italienischer Geigenbauer                                                                      |       |       |
| 30. Oktober | Ehregott Daniel Colberg              | deutscher lutherischer Theologe                                                                | 39    |       |
| 00,Oktober  | Madockawando                         | Indianer, Ober-Sagamore der Penobscot                                                          |       |       |

## November
| Tag          | Name                               | Beruf, bekannt als                                              | Alter | Beleg |
| ------------ | ---------------------------------- | --------------------------------------------------------------- | ----- | ----- |
| 04. November | Erasmus Bartholin                  | dänischer Wissenschaftler                                       | 73    |       |
| 04. November | Claude Brousson                    | französischer evangelischer Theologe und Märtyrer               |       |       |
| 07. November | Hermann Kamphusen                  | deutscher Maler des Barock                                      |       |       |
| 10. November | Johann Georg II.                   | Herzog von Sachsen-Eisenach                                     | 33    |       |
| 13. November | Johann Karl August                 | Graf von Leiningen-Dagsburg und Herr von Broich                 | 36    |       |
| 14. November | Albrecht Elzow                     | deutscher Heraldiker und Genealoge                              |       |       |
| 17. November | Christian                          | Herzog von Schleswig-Holstein-Sonderburg-Glücksburg (1662–1698) | 71    |       |
| 19. November | Petro Doroschenko                  | ukrainischer Kosak und Hetman in der rechtsufrigen Ukraine      |       |       |
| 23. November | César-Pierre Richelet              | französischer Romanist, Übersetzer und Lexikograf               |       |       |
| 27. November | Rombout Verhulst                   | flämischer Bildhauer                                            | 74    |       |
| 28. November | Louis de Buade                     | Gouverneur der französischen Kolonie Neufrankreich in Kanada    | 76    |       |
| 28. November | Ferdinand Joseph von Dietrichstein | österreichischer Minister                                       | 62    |       |

## Dezember
| Tag          | Name                            | Beruf, bekannt als                                                          | Alter | Beleg |
| ------------ | ------------------------------- | --------------------------------------------------------------------------- | ----- | ----- |
| 03. Dezember | Hâfız Osman                     | osmanischer Kalligraf                                                       | ≈56   |       |
| 07. Dezember | Andrea Guarneri                 | italienischer Geigenbauer                                                   |       |       |
| 14. Dezember | Johann Gottfried von Guttenberg | Fürstbischof von Würzburg                                                   | 53    |       |
| 16. Dezember | Simone Pignoni                  | italienischer Maler                                                         | 87    |       |
| 17. Dezember | David Hausmann                  | sächsischer Kriegszahlmeister und Mitglied der Gelehrtenakademie Leopoldina | 43    |       |
| 20. Dezember | Friedrich Karl                  | Herzog von Württemberg-Winnental                                            | 46    |       |
| 20. Dezember | Bartolomeu de Quental           | portugiesischer Geistlicher und geistlicher Schriftsteller                  | 72    |       |
| 22. Dezember | William Winstanley              | englischer Dichter, Historiker und Satiriker                                |       |       |
| 26. Dezember | Wolfgang Julius                 | deutscher Generalfeldmarschall und letzter Graf von Hohenlohe-Neuenstein    | 76    |       |
| 27. Dezember | Francesco Negri                 | italienischer Forschungsreisender und Geistlicher                           | 75    |       |

## Datum unbekannt
| Benedikt von Ahlefeldt                 | Herr auf Haseldorf, Haselau und Träger des Danebrog-Ordens                 |     |
| Giovanni Battista degli Antonii        | italienischer Komponist                                                    |     |
| Philippe Avril                         | französischer Jesuit und Asienreisender                                    | ≈44 |
| Bartholome Bischoffsberger             | Schweizer reformierter Geistlicher                                         |     |
| Adalbert Konstantin von Briesen        | polnischer Starost, Woiwode und Senator, Freund des großen Kurfürsten      |     |
| Henry Bulkeley                         | anglo-irischer Adliger und Politiker am englischen Hof                     |     |
| Krzysztof Jan Cyboni                   | italienischstämmiger Mediziner, Professor und Bürgermeister                |     |
| Oberto Della Torre                     | 138. Doge der Republik Genua und König von Korsika                         | ≈81 |
| Wenzel Wilhelm von Dobschütz           | schlesischer Gutsbesitzer und königlich polnischer Generalmajor            |     |
| David Klöcker Ehrenstrahl              | schwedischer Maler                                                         |     |
| Johann Otto Hellwig                    | deutscher Ostindienreisender, Arzt, Alchemist und Autor                    |     |
| Johann Friedrich Kasimir von Hentschel | schlesischer Adliger, Beamter und Politiker                                | ≈61 |
| Moritz Hoffmann                        | deutscher Arzt und Anatom                                                  |     |
| Anna Maria de Koker                    | niederländische Dichterin, Malerin und Radiererin                          | ≈31 |
| Adolf von der Leyen                    | deutscher Textilunternehmer                                                |     |
| Mohammad Bagher Madschlesi             | bekannter schiitischer Gelehrter, während der Safawiden-Ärä                |     |
| Cornelia van Marle                     | niederländische Malerin                                                    | ≈37 |
| Jodocus Mattenklodt                    | deutscher Geschichtsschreiber und Augustinerpater                          |     |
| Nicolò Minato                          | italienischer Dichter, Librettist und Impresario                           |     |
| Jean Pelloutier                        | Jean Pelloutier                                                            | ≈35 |
| Joachim Querfurt                       | Holzbildhauer des Frühbarock                                               |     |
| Nan Tharat                             | König des laotischen Königreiches von Lan Xang                             |     |
| Theodor Roos                           | deutscher Maler                                                            |     |
| Elie Seignette                         | französischer Chemiker                                                     |     |
| Tamanend                               | indianischer Häuptling                                                     |     |
| Burchard Tappius                       | deutscher evangelischer Geistlicher                                        | ≈64 |
| Willem de Vlamingh                     | holländischer Seefahrer und Entdecker                                      |     |
| Lawrence Washington                    | Pflanzer, Sklavenhalter, Anwalt, Soldat und Politiker aus der Kolonialzeit | 38  |
| Frederik de Wit                        | niederländischer Verleger, Kupferstecher und Kartograph                    |     |